# Lucy Colombia Arias
Lucy Colombia Arias (1939-5 de julio de 2021) fue una locutora, actriz de teatro y televisión colombiana. Fue destacada por ser unas de las primeras actrices de interpretar de producciones nacionales.

## Filmografía
- Séptima puerta  (2007)
- Amores de mercado (2006)
- Perfume de agonía  (1997)
- Don Camilo  (1987)
- Siete mujeres  (1985)
- La marquesa de Yolombó  (1978)
- Manuela  (1975)
- Kalimán  (1963)